# Choj
Choj (perski: خوئ) – miasto w Iranie, w ostanie Azerbejdżan Zachodni. 
Liczba mieszkańców w 2011 roku wyniosła 200 958; dla porównania, w 2006 było ich 181 465, a w 1996 – 148 944.
W mieście rozwinął się przemysł drzewny oraz rzemieślniczy.